# Josef Adolf
Joseph Adolf (né en 1898 et mort en 1951) est un spécialiste tchécoslovaque du combiné nordique.

## Résultats

### Championnats du monde de ski nordique
- Championnats du monde de ski nordique 1925 à Johannisbad 
  -  Médaille d'argent.

### Championnat national
- Il a terminé premier du Championnat de Suisse de ski en 1924 à St. Moritz.